# Trò chơi máy tính
PC game còn gọi là trò chơi máy tính, là thể loại trò chơi video được chơi trên các máy tính cá nhân (PC), thay vì chơi trên máy chơi trò chơi điện tử tại gia hoặc máy chơi trò chơi arcade. Các đặc điểm cố định của nó bao gồm: phần cứng và phần mềm chơi game đa dạng hơn và do người dùng quyết định; và nói chung là công suất lớn hơn trong đầu vào, xử lý, đầu ra video và âm thanh. Hiện nay, về bản chất là do không có sự phối hợp nào rõ ràng trong thị trường trò chơi PC, và việc thiếu các phương tiện truyền thông vật lý, khiến việc đánh giá chính xác quy mô của nó trở nên khó khăn. Năm 2018, thị trường game PC toàn cầu được định giá khoảng 27,7 tỷ USD.
Các trò chơi trên máy tính gia đình trở nên phổ biến hơn sau sự cố trò chơi điện tử năm 1983, dẫn đến kỷ nguyên của "coder phòng ngủ". Vào thập niên 1990, các trò chơi trên PC đã đánh mất đi sức hút từ thị trường đại chúng vào tay máy chơi trò chơi điện tử, trước khi hồi sinh vào giữa thập niên 2000 thông qua phân phối kỹ thuật số.
Newzoo báo cáo rằng lĩnh vực chơi game PC là danh mục lớn thứ ba (và ước tính đang giảm) trên tất cả các nền tảng tính đến năm 2016, với lĩnh vực console lớn thứ hai và lĩnh vực trò chơi di động/điện thoại thông minh chiếm thị phần lớn nhất. 2,2 tỷ người chơi trò chơi video tạo ra doanh thu 101,1 tỷ đô la Mỹ, chưa bao gồm chi phí phần cứng."Doanh thu từ trò chơi kỹ thuật số sẽ chiếm 94,4 tỷ USD hoặc 87% thị trường toàn cầu. Di động là phân khúc sinh lời cao nhất, với trò chơi trên điện thoại thông minh và máy tính bảng tăng 19% so với cùng kỳ, lên 46,1 tỷ USD, chiếm 42% thị phần. Năm 2020, trò chơi di động sẽ chiếm hơn một nửa tổng thị trường trò chơi. Trung Quốc dự kiến sẽ tạo ra 27,5 tỷ đô la, hoặc một phần tư tổng doanh thu trong năm 2017."
Chơi game trên PC được coi là đồng nghĩa (bởi Newzoo và những người khác) với các hệ thống tương thích với Máy tính cá nhân của IBM; trong khi máy tính di động - điện thoại thông minh và máy tính bảng, chẳng hạn như máy chạy Android hoặc iOS – cũng là máy tính cá nhân theo nghĩa chung. Khu vực APAC ước tính tạo ra 46,6 tỷ đô la trong năm 2016, tương đương 47% tổng doanh thu trò chơi điện tử toàn cầu (lưu ý, không chỉ trò chơi "PC"). Chỉ riêng Trung Quốc đã chiếm một nửa doanh thu của APAC (24,4 tỷ USD), củng cố vị trí là thị trường trò chơi điện tử lớn nhất thế giới, trước quy mô dự đoán thị trường của Mỹ là 23,5 tỷ USD. Trung Quốc dự kiến sẽ có 53% doanh thu trò chơi điện tử đến từ trò chơi trên thiết bị di động trong năm 2017 (46% vào năm 2016).

## Lịch sử

### Máy tính lớn và máy tính mini

Spacewar!, được phát triển cho PDP-1 vào năm 1961, thường được coi là trò chơi máy tính thứ hai. Trò chơi bao gồm hai phi thuyền do người chơi điều khiển di chuyển xung quanh một ngôi sao trung tâm, mỗi chiếc cố gắng tiêu diệt ngôi sao kia.

Bertie the Brain là một trong những máy chơi trò chơi đầu tiên được phát triển, do Josef Kates sáng tạo ra vào năm 1950, với chiều cao hơn bốn mét và đang trưng bày tại Triển lãm Quốc gia Canada.

### Trò chơi máy tính cá nhân thời kỳ đầu
Vào cuối thập niên 1970 đến đầu 1980, trò chơi đã được phát triển và phân phối thông qua các nhóm yêu thích và tạp chí trò chơi, chẳng hạn như Creative Computing và sau đó là Computer Gaming World. Các ấn phẩm này đã cung cấp mã trò chơi có thể gõ vào máy tính và chơi, khuyến khích người đọc gửi phần mềm của riêng họ tới các cuộc thi. Người chơi có thể sửa đổi mã nguồn BASIC của ngay cả các trò chơi thương mại. Microchess là một trong những trò chơi đầu tiên dành cho microcomputer được bán cho công chúng. Lần đầu tiên phát hành vào năm 1977, Microchess cuối cùng đã bán ra hơn 50.000 bản trên băng cassette.

### Sự sụp đổ của ngành và hậu quả
Khi thị trường trò chơi điện tử tràn ngập các trò chơi bằng băng chất lượng kém, được tạo ra bởi nhiều công ty cố gắng tham gia thị trường và sản xuất quá mức các bản phát hành doanh số cao như bản chuyển thể của   Pac-Man và E.T. trên máy Atari 2600, lúc này sự phổ biến của máy tính cá nhân dành cho nền tảng giáo dục lại tăng lên đáng kể. Năm 1983, sự quan tâm của người tiêu dùng đối với các trò chơi điện tử trên máy chơi game giảm xuống mức thấp nhất trong lịch sử, tỷ lệ nghịch với sự quan tâm đến các trò chơi trên máy tính cá nhân. Ảnh hưởng của sự cố phần lớn chỉ giới hạn ở thị trường máy chơi trò chơi điện tử, các công ty lâu đời như Atari đã ghi nhận mức lỗ kỷ lục trong những năm sau đó. Ngược lại, thị trường máy tính gia đình bùng nổ, khi doanh số bán máy tính màu giá rẻ như Commodore 64 tăng lên mức cao kỷ lục và các nhà phát triển như Electronic Arts hưởng lợi từ việc ngày càng quan tâm đến nền tảng này.

### Sự phát triển của trò chơi máy tính gia đình
Trong kỷ nguyên 16-bit, Commodore Amiga và Atari ST trở nên phổ biến ở châu Âu, trong khi PC-98, Sharp X68000, và FM Towns phổ biến ở Nhật Bản. Amiga, X68000 và FM Towns có khả năng tạo ra chất lượng âm thanh và đồ họa gần với máy arcade-chất lượng phần cứng sprite khi chúng phát hành lần đầu vào giữa đến cuối thập niên 1980.

### Sự phát triển của các trò chơi tương thích với PC IBM
Nhiều công ty đã bán "bộ dụng cụ nâng cấp đa phương tiện" đi kèm ổ đĩa CD, card âm thanh và phần mềm trong suốt những năm giữa thập niên 1990, nhưng trình điều khiển thiết bị cho các thiết bị ngoại vi mới càng làm cạn kiệt nguồn RAM khan hiếm. Đến năm 1993, các trò chơi PC yêu cầu nhiều bộ nhớ hơn so với các phần mềm khác, thường tiêu tốn tất cả bộ nhớ thông thường, trong khi trình điều khiển thiết bị có thể đi vào bộ nhớ trên với trình quản lý bộ nhớ DOS. Nhiều người chơi phát hiện ra việc chỉnh sửa các tệp để quản lý bộ nhớ trong CONFIG.SYS và AUTOEXEC.BATcồng kềnh và khó hiểu, mỗi trò chơi cần một cấu hình khác nhau. (Trò chơi Les Manley in: Lost in LA đã châm biếm điều này bằng cách mô tả hai người phụ nữ xinh đẹp khiến anh hùng kiệt sức trên giường, bằng cách yêu cầu anh ta giải thích lại sự khác biệt giữa "bộ nhớ mở rộng" và "mở rộng bộ nhớ". Computer Gaming World đã hỗ trợ kỹ thuật cho các độc giả nhằm giúp họ xem trước các cài đặt trò chơi, và các tệp cấu hình mẫu đã phát hành. Tạp chí này khuyên những người chơi không chuyên về kỹ thuật nên mua các trình quản lý bộ nhớ thương mại như QEMM và 386MAX, đồng thời chỉ trích phần mềm không đạt tiêu chuẩn như "Trình quản lý bộ nhớ Voodoo" nổi tiếng của Origin Systems, vốn sử dụng chế độ không thực.

### Chơi trò chơi PC đương đại
Không giống như sự thúc đẩy được chấp nhận chung để cải thiện hiệu suất đồ họa, việc sử dụng công cụ vật lý trong trò chơi máy tính đã trở thành một vấn đề tranh luận kể từ khi công bố và phát hành nVidia PhysX PPU năm 2005, rõ ràng là cạnh tranh với phần mềm trung gian như công cụ vật lý Havok. Các vấn đề như khó đảm bảo trải nghiệm nhất quán cho tất cả người chơi và lợi ích không chắc chắn của card PhysX thế hệ đầu tiên trong các trò chơi như Tom Clancy's Ghost Recon Advanced Warfighter và City of Villains, đã gây ra những tranh luận về giá trị của công nghệ đó.
Tương tự, nhiều nhà phát hành game bắt đầu thử nghiệm các hình thức tiếp thị mới. Đứng đầu trong số các chiến lược thay thế này là chơi game theo chương, một sự thích nghi của khái niệm cũ hơn về các gói mở rộng, trong đó nội dung trò chơi được cung cấp với số lượng ít hơn nhưng với mức giá thấp hơn tương ứng. Những tựa phim như Half-Life 2: Episode One đã tận dụng ý tưởng này, với kết quả trái chiều tăng lên do lo ngại về số lượng nội dung được cung cấp cho giá cả.

## Đặc điểm nền tảng

### Độ chính xác
PC cũng hỗ trợ độ trung thực của đầu vào cao hơn nhờ khả năng tương thích với nhiều loại thiết bị ngoại vi. Các hình thức đầu vào phổ biến nhất là chuột/bàn phím và gamepad, mặc dù màn hình cảm ứng và bộ điều khiển chuyển động cũng khả dụng. Con chuột, nói riêng, đem lại cho người chơi các trò chơi bắn súng góc nhìn thứ nhất và chiến lược thời gian thực trên PC có tốc độ và độ chính xác tuyệt đối.

### Độ mở
Đặc điểm xác định của nền tảng PC là không có quyền kiểm soát tập trung; tất cả các nền tảng trò chơi khác (ngoại trừ thiết bị Android, ở một mức độ nào đó) đều do một nhóm sở hữu và quản lý.

#### Chỉnh sửa
Sửa đổi hay còn gọi là "mod máy" có một ý nghĩa khác trên máy chơi game, thường theo kiểu bị hạn chế nhiều hơn. Vì các công cụ phát triển được phát hành công khai rất hiếm, nên các mod máy game thường đề cập đến các thay đổi phần cứng được thiết kế để loại bỏ các hạn chế.

### Phần mềm thống trị
Mặc dù nền tảng PC gần như được phân cấp hoàn toàn ở cấp độ phần cứng, có hai lực lượng phần mềm thống trị: hệ điều hành Microsoft Windows và dịch vụ phân phối Steam.

#### Dịch vụ phân phối kỹ thuật số
Phân phối kỹ thuật số cũng cắt giảm chi phí lưu thông, loại bỏ tình trạng thiếu hàng, cho phép phát hành trò chơi trên toàn thế giới mà không phải trả thêm phí và dễ dàng tiếp cận người chơi. Tuy nhiên, hầu hết các hệ thống phân phối kỹ thuật số đều tạo ra các vấn đề về quyền sở hữu và quyền của khách hàng bằng cách lưu trữ quyền truy cập trên các máy tính thuộc sở hữu của nhà phân phối. Trò chơi trao đổi với các máy tính này qua Internet trước khi khởi chạy. Điều này làm tăng triển vọng hàng mua bị mất nếu nhà phân phối ngừng kinh doanh hoặc khóa tài khoản của người mua và ngăn cản việc bán lại (đạo đức của vấn đề này là một vấn đề cần tranh luận).

## Công nghệ chơi trò chơi PC

### Phần cứng
1. Màn hình
2. Bo mạch chủ
3. CPU (Bộ vi xử lý)
4. Bộ nhớ chính ( RAM)
5. Card mở rộng (bo mạch đồ họa, v.v.)
6. Bộ nguồn
7. Ổ đĩa quang
8. Bộ nhớ thứ cấp (Đĩa cứng)
9. Bàn phím
10. Chuột

Cái nhìn sâu hơn về một máy tính cá nhân hiện đại:

Các trò chơi máy tính hiện đại đặt ra yêu cầu lớn về phần cứng của máy tính, thường đòi hỏi đơn vị xử lý trung tâm (CPU) nhanh để hoạt động bình thường. Các nhà sản xuất CPU trước đây chủ yếu dựa vào việc tăng tốc độ xung nhịp để cải thiện hiệu suất của bộ vi xử lý của họ, nhưng đã bắt đầu chuyển dần sang các CPU đa điện toán vào năm 2005. Các bộ xử lý này cho phép máy tính xử lý đồng thời nhiều tác vụ, được gọi là luồng, sử dụng đồ họa phức tạp hơn, trí tuệ nhân tạo và vật lý trong trò chơi.
Tương tự, các trò chơi 3D thường dựa vào đơn vị xử lý đồ họa (GPU) mạnh mẽ, giúp tăng tốc quá trình vẽ các cảnh phức tạp trong thời gian thực. GPU có thể là một phần tích hợp của bo mạch chủ của máy tính, giải pháp phổ biến nhất trong máy tính xách tay, hoặc đi kèm với một cạc đồ họa rời có nguồn cấp Video RAM chuyên dụng, kết nối với bo mạch chủ thông qua cổng AGP hoặc PCI-Express. Cũng có thể gắn nhiều GPU trong một máy tính, bằng cách sử dụng các công nghệ như giao diện liên kết có thể mở rộng của NVidia và CrossFire của ATI.
Bo mạch âm thanh cũng mang đến sự cải thiện trong các trò chơi máy tính. Bo mạch này cái thiện âm thanh 3D và cung cấp tính năng nâng cao âm thanh thường không có sẵn với các lựa chọn thay thế tích hợp, với chi phí là hiệu suất tổng thể thấp hơn một chút. Dòng SoundBlaster của Creative Labs trong nhiều năm là tiêu chuẩn thực cho bo mạch âm thanh, mặc dù sự phổ biến của nó giảm dần khi âm thanh PC tích hợp trên các bo mạch chủ hiện đại.
Đơn vị xử lý vật lý (PPU), chẳng hạn như PhysX của Nvidia (trước đây là AGEIA PhysX), cũng dùng để tăng tốc mô phỏng vật lý trong trò chơi máy tính hiện đại . PPU cho phép máy tính xử lý các tương tác phức tạp hơn giữa các đối tượng mà chỉ có thể đạt được khi chỉ sử dụng CPU, có khả năng cho phép người chơi kiểm soát thế giới ở mức độ cao hơn nhiều trong các trò chơi được thiết kế để sử dụng bo mạch.
Hầu như tất cả các máy tính cá nhân đều sử dụng bàn phím và chuột để người dùng nhập liệu, nhưng vẫn có những ngoại lệ. Trong suốt những năm 1990, trước khi sự kết hợp bàn phím và chuột trở thành phương pháp được lựa chọn cho các thiết bị ngoại vi đầu vào chơi game trên PC, đã có nhiều loại thiết bị ngoại vi khác như Panther XL và  Panther của Mad Catz, kết hợp một bi xoay để tìm/ngắm và một cần điều khiển để di chuyển. Các thiết bị ngoại vi chơi game thông thường khác là tai nghe để liên lạc nhanh hơn trong các trò chơi trực tuyến, cần điều khiển cho mô phỏng máy bay, vô lăng để lái xe trò chơi và tay cầm cho các trò chơi kiểu console.

### Phần mềm
Trò chơi máy tính cũng dựa trên phần mềm bên thứ ba chẳng hạn như hệ điều hành (OS), trình điều khiển thiết bị, thư viện và hơn thế nữa để chạy. Ngày nay, phần lớn các trò chơi máy tính được thiết kế để chạy trên dòng hệ điều hành Microsoft Windows. Trong khi các trò chơi trước đây được viết cho DOS sẽ bao gồm mã để giao tiếp trực tiếp với phần cứng thì ngày nay giao diện lập trình ứng dụng (API) cung cấp giao diện giữa trò chơi và hệ điều hành, giúp đơn giản hóa việc thiết kế trò chơi. DirectX của Microsoft là một API được các trò chơi máy tính ngày nay sử dụng rộng rãi để giao tiếp với phần cứng âm thanh và đồ họa. OpenGL là một API đa nền tảng cũng được sử dụng để kết xuất đồ họa. Phiên bản trình điều khiển của card đồ họa được cài đặt thường có thể ảnh hưởng đến hiệu suất trò chơi và cách chơi. Vào cuối năm 2013, AMD đã công bố Mantle, một API cấp thấp cho một số mẫu card đồ họa AMD, cho phép hiệu suất cao hơn so với các API cấp phần mềm, chẳng hạn như DirectX, cũng như đơn giản hóa porting từ máy PlayStation 4 và Xbox One, cả hai đều được xây dựng trên phần cứng AMD. Không có gì lạ khi một công ty trò chơi sử dụng game engine hoặc thư viện của bên thứ ba cho AI hoặc vật lý của trò chơi.

### Nhiều người chơi

#### Chơi trò chơi trong mạng cục bộ
Trò chơi nhiều người chơi phần lớn bị giới hạn ở mạng cục bộ (LAN) trước khi truy cập Internet băng thông rộng hiệu quả về chi phí trở nên khả dụng, do chúng thường cao hơn băng thông và độ trễ ít hơn so với các dịch vụ quay số vào thời điểm đó. Những ưu điểm này cho phép nhiều người chơi tham gia bất kỳ trò chơi máy tính nhất định nào, nhưng vẫn tồn tại cho đến ngày nay do độ trễ cao hơn của hầu hết các kết nối Internet và chi phí liên quan đến Internet băng thông rộng.
Chơi game qua mạng LAN thường yêu cầu hai hoặc nhiều máy tính cá nhân, một bộ định tuyến và đủ dây cáp mạng để có thể kết nối mọi máy tính trong nội mạng. Ngoài ra, mỗi máy tính phải có bản sao của riêng trò chơi đó (hoặc bản cài đặt trước) của trò chơi thì mới chơi được. Theo tùy chọn, bất kỳ mạng LAN nào cũng có thể bao gồm kết nối với Internet ngoại mạng.

#### Trò chơi trực tuyến
Trò chơi nhiều người chơi trực tuyến đã trở nên phổ biến phần lớn nhờ vào việc người chơi ngày càng chấp nhận băng thông rộng. Kết nối Internet băng thông cao với giá cả phải chăng cho phép số lượng lớn người chơi có thể chơi cùng nhau, vì lý đó này mà nó đặc biệt được sử dụng trong trò chơi nhập vai trực tuyến nhiều người chơi, Tanarus và các trò chơi trực tuyến dài, chẳng hạn như World War II Online.

### Giả lập
Phần mềm giả lập, được sử dụng để chạy phần mềm không có phần cứng gốc, rất phổ biến nhờ vào khả năng có thể chơi các trò chơi điện tử cũ mà không cần hệ máy mà chúng được thiết kế để chơi ban đầu. Trình giả lập hệ điều hành bao gồm DOSBox, trình giả lập DOS cho phép chơi các trò chơi được phát triển ban đầu cho hệ điều hành này và do đó không tương thích với hệ điều hành hiện đại. Trình giả lập máy chơi game như Nestopia và MAME tương đối phổ biến, mặc dù sự phức tạp của các máy chơi game hiện đại như Xbox hoặc PlayStation khiến chúng trở nên khó khăn hơn khi cố gắng mô phỏng, ngay cả đối với các nhà sản xuất ban đầu. Các máy chơi game kỹ thuật tiên tiến nhất hiện có thể được mô phỏng thành công cho các trò chơi thương mại trên PC là PlayStation 2 sử dụng PCSX2 và Nintendo Wii U bằng trình giả lập Cemu. Một trình giả lập PlayStation 3 có tên là RPCS3 đang được phát triển, mặc dù nó có thể chỉ chạy các trò chơi Homebrew nhỏ và một số tựa trò chơi arcade cũ ban đầu, được chuyển sang PS3 từ các nền tảng cũ hơn.
Hầu hết các phần mềm giả lập đều bắt chước một kiến trúc phần cứng cụ thể, thường ở mức độ chính xác cực cao. Điều này đặc biệt xảy ra với các máy tính gia đình cổ điển như Commodore 64, phần mềm của nó thường phụ thuộc vào các thủ thuật lập trình cấp thấp rất phức tạp được phát minh bởi các nhà lập trình trò chơi và demoscene.

## Tranh cãi
Trò chơi PC từ lâu đã trở thành nguồn gây tranh cãi, phần lớn là do mô tả bạo lực đã trở nên phổ biến với trò chơi điện tử nói chung. Cuộc tranh luận xoay quanh ảnh hưởng của nội dung phản cảm đối với sự phát triển xã hội của trẻ vị thành niên, với các tổ chức như Hiệp hội Tâm lý Hoa Kỳ kết luận rằng bạo lực trong trò chơi điện tử làm tăng tính hung hăng của trẻ em, mối lo ngại đã thúc đẩy cuộc điều tra thêm của Trung tâm Kiểm soát Dịch bệnh vào tháng 9 năm 2006. Ngành công nghiệp đã phản ứng bằng cách nhấn mạnh trách nhiệm của cha mẹ trong việc quản lý các hoạt động của con cái họ, trong khi những nỗ lực ở Hoa Kỳ để kiểm soát việc bán các trò chơi phản cảm thường bị coi là vi hiến.
Nghiện trò chơi điện tử là một khía cạnh văn hóa khác của việc chơi game gây nhiều chỉ trích vì nó có thể có ảnh hưởng tiêu cực đến sức khỏe và các mối quan hệ xã hội. Vấn đề nghiện ngập và những rủi ro về sức khỏe của nó dường như đã gia tăng với sự gia tăng của các trò chơi nhập vai trực tuyến nhiều người chơi (MMORPG). Cùng với các vấn đề xã hội và sức khỏe liên quan đến chứng nghiện trò chơi máy tính đã làm gia tăng những lo lắng tương tự về ảnh hưởng của trò chơi máy tính đối với giáo dục.

## Bảo tàng trò chơi máy tính
Có nhiều bảo tàng trò chơi máy tính trên khắp thế giới. Năm 2011, một bảo tàng trò chơi máy tính đã được mở tại Berlin, nơi này lưu trữ các trò chơi máy tính từ thập niên 1970 cho đến tận ngày nay. Bảo tàng Nghệ thuật và Giải trí Kỹ thuật số, ở Oakland, California cũng trưng bày các trò chơi PC trong bộ sưu tập chung. Bảo tàng trò chơi điện tử ở Rome dành riêng cho việc bảo tồn các trò chơi điện tử và bao gồm các trò chơi Pss trong bộ sưu tập của họ. Bảo tàng Lịch sử Máy tính ở Mountain View, California lưu giữ một bộ sưu tập các trò chơi PC và cho phép các du khách chơi Spacewar!, trò chơi máy tính đầu tiên, trên một bản DEC PDP-1 gốc đã được khôi phục lại.